# ويليام فرنسيس كودي
ويليام فرنسيس كودي (بالإنجليزية: William F. Cody)‏ هو مهندس معماري أمريكي، ولد في 19 يونيو 1916 في دايتون في الولايات المتحدة، وتوفي في 29 أغسطس 1978 في بالم سبرينغس في الولايات المتحدة.